# Rawya Ateya
Rawya Ateya [I] (tiếng Ả Rập: راوية عطية, 19 tháng 4 năm 1926 - 9 tháng 5 năm 1997) là một phụ nữ Ai Cập trở thành nữ nghị sĩ đầu tiên trong thế giới Ả Rập năm 1957.

## Đầu đời
Rawya Ateya sinh tại tỉnh Giza vào ngày 19 tháng 4 năm 1926. Bà lớn lên trong một gia đình hoạt động chính trị. Cha bà là tổng thư ký của Đảng Wafd tự do ở Gharbia, và các hoạt động chính trị của ông dẫn đến việc ông bị giam giữ. Bản thân Ateya đã tham gia các cuộc biểu tình từ rất sớm, và bà bị thương trong cuộc kháng chiến chống Mỹ năm 1939. Bà tiếp tục học lên một trình độ cao cấp, điều này rất bất thường đối với các cô gái Ai Cập vào thời điểm đó. Bà nhận được nhiều bằng đại học ở nhiều lĩnh vực khác nhau: bằng về thư tín của Đại học Cairo năm 1947, bằng cấp về giáo dục và tâm lý học, bằng thạc sĩ về báo chí và bằng tốt nghiệp trong các nghiên cứu Hồi giáo. Bà làm giáo viên trong 15 năm và có một thời gian ngắn sáu tháng làm nhà báo.

## Nghĩa vụ quân sự
Năm 1956, Ateya trở thành người phụ nữ đầu tiên được ủy nhiệm làm sĩ quan trong Quân đội Giải phóng. Cô đóng một vai trò tích cực trong Chiến tranh Suez, trong đó Ai Cập bị xâm chiếm bởi Vương quốc Anh, Pháp và Israel. Bà đã giúp đào tạo 4.000 phụ nữ trong viện trợ đầu tiên và điều dưỡng trong chiến tranh.
 Ateya giữ cấp bậc đại úy trong một đơn vị biệt kích toàn phụ nữ. Trong cuộc chiến tháng 10 năm 1973, bà chủ trì Hội Gia đình liệt sĩ và những người lính, điều này mang lại cho bà biệt danh "mẹ của những chiến binh liệt sĩ." Bà nhận được nhiều giải thưởng quân sự từ nhà nước Ai Cập, đặc biệt là huy hiệu của Quân đội thứ ba, Huy chương 6 tháng 10 và huy chương của các lực lượng vũ trang.